# Hypomyces microspermus
Hypomyces microspermus är en svampart som beskrevs av Rogerson & Samuels 1989. Hypomyces microspermus ingår i släktet Hypomyces och familjen Hypocreaceae.  Arten är reproducerande i Sverige. Inga underarter finns listade i Catalogue of Life.